# Snösmältning

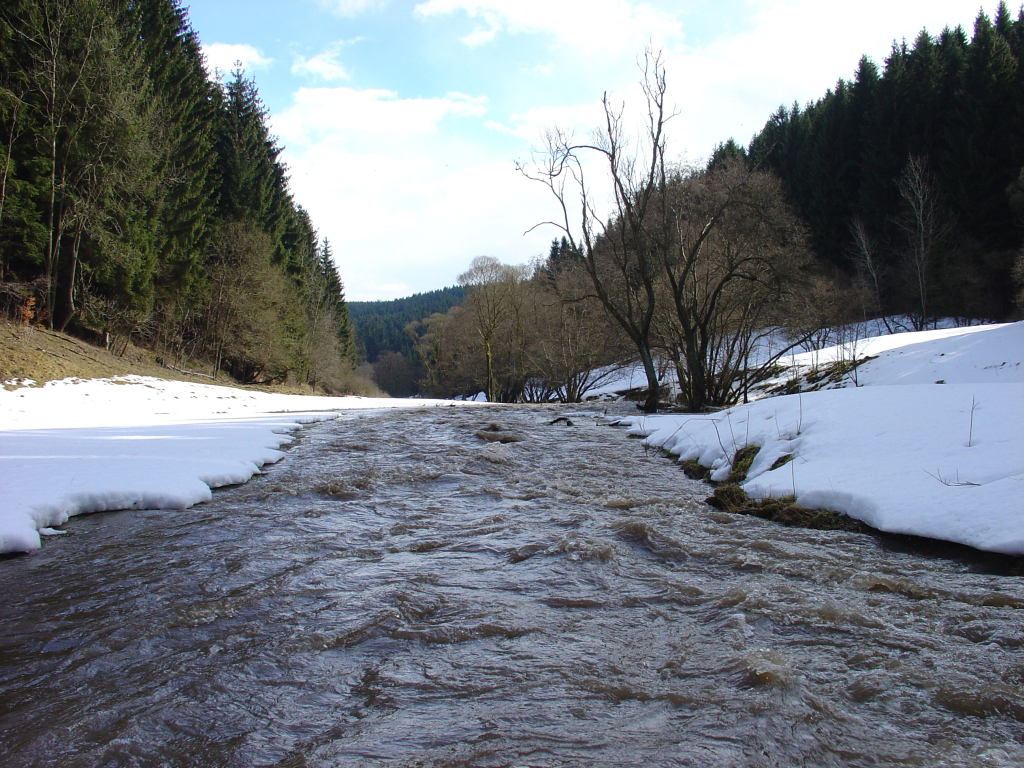
Snösmältning i Thüringen, Tyskland.

Snösmältning innebär att nollgradig snö omvandlas till nollgradigt flytande vatten när det tillförs värme. Snösmältning är en viktig delkomponent i latent värme. När 1 kg nollgradig snö smälts till 1 kg nollgradigt vatten, åtgår det lika mycket energi som det gör för att värma 1 kg nollgradigt vatten till en temperatur av 79,9 °C.
En snabb snösmältning av stora mängder snö ger upphov till höga vårflöden med stor risk för översvämningar. 